# ボアーラ・ピザーニ
ボアーラ・ピザーニ（伊: Boara Pisani）は、イタリア共和国ヴェネト州パドヴァ県にある、人口約2,400人の基礎自治体（コムーネ）。

## 地理

### 位置・広がり
パドヴァ県南部のコムーネ。ロヴィーゴから北へ5km、県都パドヴァから南南西へ34km、キオッジャから西南西へ41km、州都ヴェネツィアから南西へ56kmの距離にある。

#### 隣接コムーネ
隣接するコムーネは以下の通り。括弧内のROはロヴィーゴ県所属を示す。
- アングイッラーラ・ヴェーネタ
- ポッツォノーヴォ
- ロヴィーゴ (RO)
- スタンゲッラ
- ヴェスコヴァーナ

### 気候分類・地震分類
ボアーラ・ピザーニのイタリアの気候分類 (it) および度日は、zona E, 2466 GGである。
また、イタリアの地震リスク階級 (it) では、zona 3 (sismicità bassa) に分類される。